# Polia thompsoni
Polia thompsoni là một loài bướm đêm trong họ Noctuidae.